# HD 101688
HD 101688，又名BD+23 2375，SAO 81949、HR 4505，是一颗恒星，视星等为6.59，位于銀經226.49，銀緯73.51，其B1900.0坐标为赤經11h 36m 53.6s，赤緯+22° 73.51′ 2″。